# Cichlasoma ramsdeni
Cichlasoma ramsdeni és una espècie de peix de la família dels cíclids i de l'ordre dels perciformes.

## Morfologia
Els mascles poden assolir els 24 cm de longitud total.

## Distribució geogràfica
Es troba a l'est de Cuba.